# Henri Giraud
Henri Honoré Giraud (Parijs, 18 januari 1879 – Dijon, 11 maart 1949) was een Franse generaal die in de Eerste Wereldoorlog en de Tweede Wereldoorlog vocht. In beide oorlogen werd hij als krijgsgevangene vastgehouden. Beide keren wist hij te ontsnappen. 
Eind 1942, na zijn tweede ontsnapping kreeg hij van de Amerikanen het gezag over de Franse gebieden in Noord-Afrika. Het jaar daarop moest hij zijn macht delen met generaal Charles de Gaulle, die hem uiteindelijk aan de kant schoof.

## Begin van zijn carrière
Giraud was de zoon van een uit de Elzas afkomstige Parijse kolenhandelaar. Hij bezocht elitescholen en kon studeren aan de École Spéciale Militaire de Saint-Cyr. In 1900 werd hij officier in het Franse leger.  
Giraud diende in Noord-Afrika tot hij bij het uitbreken van de Eerste Wereldoorlog werd ingezet in aan het front in Frankrijk. Als kapitein bij de Franse Zoeaven werd hij op 30 augustus 1914 tijdens de Slag bij Guise zwaargewond gevangengenomen. Twee maanden later ontsnapte hij uit een Duits veldhospitaal in bezet Frankrijk en keerde via Nederland en Engeland terug naar het Franse leger. 
Giraud werkte daarna op de staf van generaal Louis Franchet d'Espérey. In 1917 nam hij deel aan de Slag om de Chemin des Dames, waar hij deel had aan de herovering van het Fort de la Malmaison. 
Daarna nam Giraud deel aan de geallieerde bezetting van Constantinopel onder generaal Franchet d'Espérey. In 1933 werd hij als luitenant-kolonel naar Marokko overgeplaatst om te vechten tegen de Rif-rebellen. Hij werd onderscheiden met het Légion d’Honneur na de gevangenname van Abd-el-Krim. Van 1934 tot 1934 leidde hij als brigadegeneraal de onderdrukking van Berber-opstanden in het zuiden van Marokko.
In 1936 werd hij bevorderd tot legergeneraal en benoemd tot militair gouverneur van Metz. Als zodanig had hij kolonel Charles de Gaulle onder zich, die het bevel over een tankregiment voerde. Giraud was het helemaal oneens met diens moderne ideeën rond de inzet van tanks in een oorlog. Giraud en de Gaulle zouden het nooit goed met elkaar kunnen vinden. 

## Tweede Wereldoorlog

### Gevangenname en ontsnapping

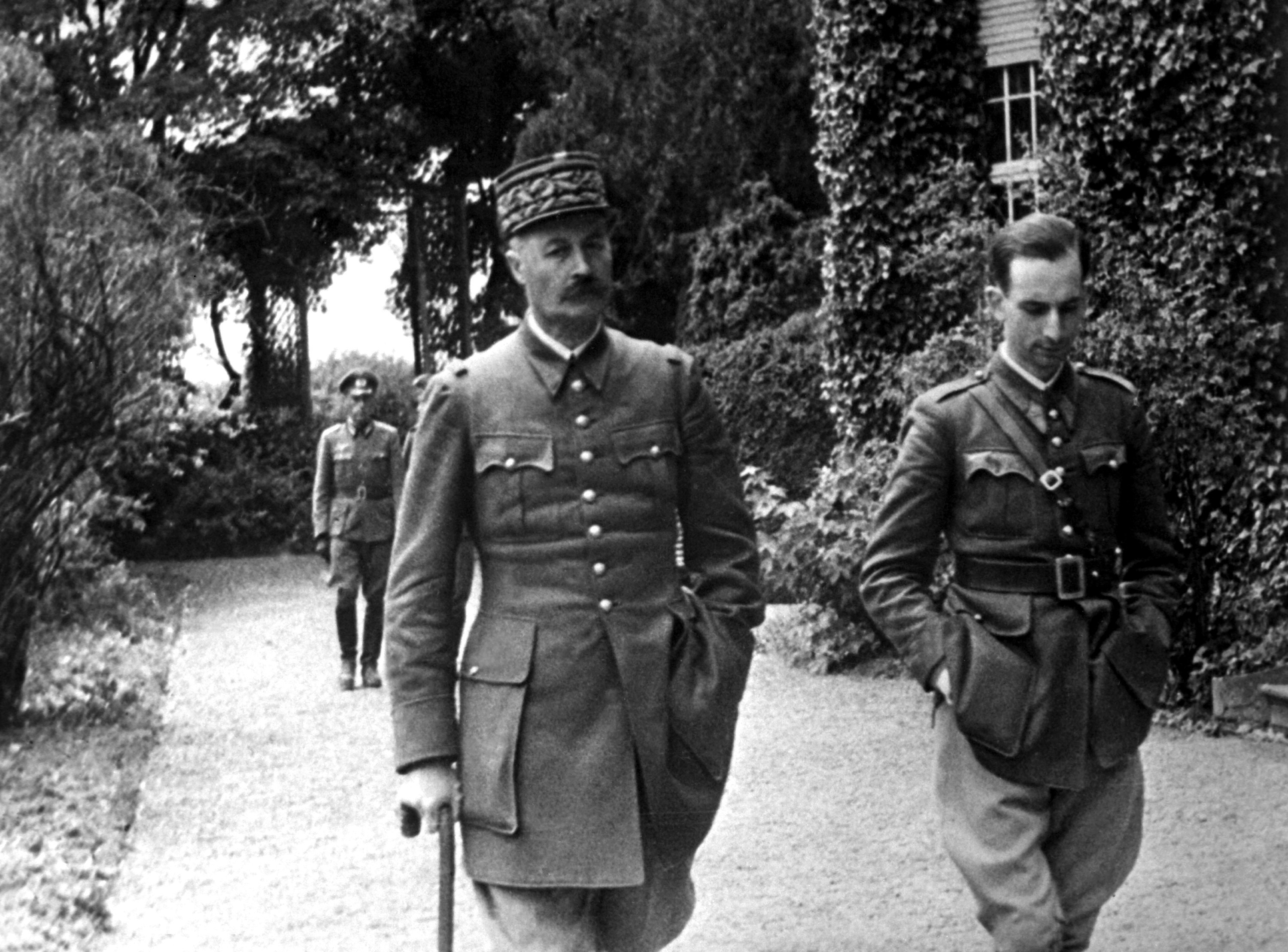
Giraud tijdens zijn dagelijkse wandeling. Duitsland, ca. 1940-41.

Bij het begin van de Tweede Wereldoorlog kreeg Giraud het bevel over het Franse Zevende Leger. Als lid van de Hogere Oorlogsgraad bleef hij zich tegen de plannen van de Gaulle over het gebruik van pantsertroepen verzetten. 
Toen de Duitsers op 10 mei 1940 hun offensief in het westen begonnen, viel Girauds Zevende Leger volgens een vooraf opgesteld plan  België binnen en drong door tot Breda. Maar al op 16 mei, na de Duitse doorbraak bij Sedan, kreeg Giraud het bevel over het Franse Negende Leger, dat in het noordoosten van Frankrijk wanhopig trachtte de Duitse opmars te stuiten. Zijn hoofdkwartier werd onder de voet gelopen en Giraud werd op 19 mei bij Wassigny krijgsgevangen genomen en geïnterneerd in Königstein, in een vesting in Saksen waar verscheidene Franse generaals werden opgesloten. 
Met de hulp van andere gevangen Franse officieren bereidde hij een ontsnapping voor. Op 17 april 1942 liet hij zich met een door hemzelf gevlochten touw zakken van de rots waarop de vesting stond. Giraud, die Duits kende en een kaart van de omgeving uit het hoofd had geleerd, had zijn snor afgeschoren, droeg een Tiroler hoed en reisde naar zijn contact van de SOE in Schandau. Via verschillende listen bereikte hij de Zwitserse grens en uiteindelijk bereikte hij via de Elzas de grens van het onbezette deel van Frankrijk.  Giraud was daarmee de hoogstgeplaatste militair die tijdens de oorlog wist te ontsnappen.

### Verblijf in Vichy-Frankrijk
De ontsnapping van de generaal raakte snel in Frankrijk bekend. 
Giraud werd op 27 april 1942 in Vichy ontvangen door het Franse staatshoofd, maarschalk Pétain. De regeringsleider van Vichy, Pierre Laval, was zeer ontevreden met Girauds spectaculaire ontsnapping. Die dwarsboomde de onderhandelingen over de vrijlating zo'n 200.000 Franse militairen die in Duitsland krijgsgevangen waren. De Duitsers zetten als reactie alle vrijlatingen stop en lieten geen Franse controle naar het lot van de gevangenen toe.
Giraud toonde zich bereid om naar Königstein terug te keren als de Duitsers alle gehuwde Franse krijgsgevangenen - dat waren er meer dan 500.000 - zouden vrijlaten. Hij herhaalde die voorwaarde toen Otto Abetz, de niet-officiële Duitse ambassadeur in Frankrijk, hem voor een gesprek in Moulins ontbood. De Duitsers hadden Giraud toen gemakkelijk kunnen arresteren omdat hij zich daar in het bezette deel van Frankrijk bevond, maar Abetz, die Giraud een vrijgeleide had gegeven, liet hem naar de onbezette zone terugkeren.
Pétain zelf weigerde Giraud te dwingen terug te keren, omdat hij door zijn ontsnapping populair geworden was. De generaal moest op 4 mei wel een brief schrijven aan Pétain waarin hij hem beloofde trouw te blijven en niets tegen de Vichy-regering te ondernemen. Giraud had wel sympathie voor het autoritaire regime van de oude maarschalk maar bleef fel anti-Duits en wees collaboratie af.  Toen Laval op 4 juni in een radiotoespraak verklaarde dat hij de overwinning van Duitsland wenste, achtte Giraud zich niet meer aan zijn belofte gebonden.
Giraud verbleef daarop in de vrije zone, waar hij officieel met pensioen was gesteld. Hij weigerde naar Groot-Brittannië te gaan en zich aan te sluiten bij de Vrije Fransen. Wel had hij contacten met sommige verzetsbewegingen. Met andere Franse generaals, zoals Maxime Weygand en Jean de Lattre de Tassigny, onderhield hij zich over een mogelijke hervatting van de strijd tegen Duitsland.
In de maanden daarop werd hij in het geheim benaderd door Amerikaanse diplomaten (de Verenigde Staten namen toen al aan de oorlog deel, maar onderhielden nog altijd betrekkingen met Vichy). Giraud aanvaardde een voorstel van de Amerikaanse president Roosevelt om samen te werken voor de bevrijding van Frankrijk. Uiteindelijk vroegen de Amerikanen hem om een rol te spelen bij  geallieerde landing in de Franse gebieden in Noord-Afrika (Algerije, Marokko en Tunesië). Niet zonder aarzelen stemde Giraud daar op 2 november 1942 mee in. Hij had als voorwaarde bekomen dat hij het bevel zou voeren over de landing en dat die gevolgd zou worden door een landing in Zuid-Frankrijk.

### De geallieerde landing in Noord-Afrika
Op 5 november scheepte Giraud in Le Lavandou op de zuidkust van Frankrijk in op de Britse onderzeeër Seraph. Die bracht hem op 7 november naar Gibraltar. De nacht daarop zou Operatie Toorts, de geallieerde invasie van Frans Noord-Afrika, beginnen. Giraud kreeg te horen dat niet hij, maar de Amerikaanse generaal Eisenhower het bevel zou voeren. Eisenhower, die niet van de afspraken met Giraud op de hoogte was, legde de Franse generaal uit dat hij moeilijk de leiding kon nemen van een operatie waar geen Franse troepen aan deelnamen en waarbij tegen Fransen kon gevochten worden. Giraud legde zich daarbij neer, nadat afgesproken was dat hij het bevel zou krijgen over het Franse leger in Noord-Afrika als het zich aan de geallieerde kant had geschaard. 
Toen in de ochtend van 8 november de landingen plaatsvonden, wisten zo'n 400 Franse verzetslieden, in overeenstemming met de geallieerden, de macht over te nemen in Algiers, in naam van Giraud. Ze arresteerden de Vichy-gezagsdragers. Daaronder ook admiraal François Darlan, de opperbevelhebber van alle Vichy-strijdkrachten, die toevallig in Algerije was.
De aanwezigheid van Darlan had gevolgen voor de positie van Giraud. Na een staakt-het-vuren te hebben aangekondigd, sloot Darlan een akkoord met de geallieerden, waarbij hijzelf als "hoog commissaris" in naam van maarschalk Pétain (die hij als een gevangene van de Duitsers beschouwde) de hoogste macht in Frans Noord- en West-Afrika kreeg. Giraud aanvaardde om onder Darlan opperbevelhebber van de land- en zeestrijdkrachten te worden.
Deze regeling kreeg zware tegenkanting van de Vrije Fransen van generaal de Gaulle (met wie de Amerikanen niet wilden samenwerken), net als van het Franse verzet in Algerije zelf. Het kwam erop neer dat Darlan het half-fascistische Vichy-regime in Afrika kon voortzetten. Daarbij bleven de tegenstanders van het Vichy-regime in kampen in Zuid-Algerije opgesloten en de antisemitische wetten van VIchy gehandhaafd. Voor de geallieerden was het voornaamste echter dat het Franse "Leger van Afrika" nu aan hun kant vocht tegen de Duitse en Italiaanse legers in Tunesië.

### Leider in Noord-Afrika

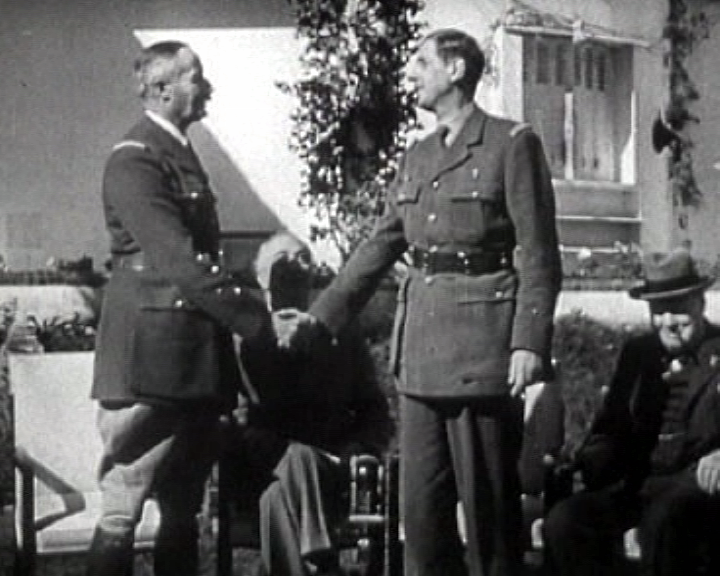
Giraud en De Gaulle tijdens de Conferentie van Casablanca

Op 24 december 1942 werd Darlan vermoord door een jonge Franse verzetsman, Fernand Bonnier de La Chapelle. De dader zou op aandringen van Giraud meteen ter dood worden veroordeeld en gefusilleerd. Op 26 december kozen de Franse generaals in Algiers Giraud als nieuwe hoge commissaris op aandringen van de Amerikanen. Hij volgde aanvankelijk dezelfde koers als Darlan en regeerde in naam van Pétain (die hem intussen als "verrader" had bestempeld).  Ook weigerde hij joden in zijn leger op te nemen en liet hij verzetsleiders arresteren. De Vrije Fransen weigerden hem te erkennen. Er bestonden nu de facto twee Franse autoriteiten die aan geallieerde kant vochten en elk een deel van het Frans koloniaal imperium controleerden.
In januari 1943 waren de Gaulle en Giraud aanwezig op de Conferentie van Casablanca, waar de Amerikaanse president Roosevelt en de Britse premier Churchill hen probeerden te verzoenen. Ze dwongen hen om voor de camera's de hand te schudden, maar verder kwam de toenadering niet.
Wel nam Giraud daarna geleidelijk afstand van Pétain, veranderde zijn titel in "militair en civiel opperbevelhebber" en maakte een aantal maatregelen van het Vichy-regime ongedaan (maar niet alle: zo kregen de Algerijnse joden het Franse staatsburgerschap niet terug). Hij bleef zich omringen met vroegere aanhangers van Pétain.

### Verdrongen door de Gaulle
Giraud leek in zijn rivaliteit met de Gaulle aanvankelijk de sterkste. Hij was ouder, had een hogere rang en had door zijn ontsnapping de reputatie van een held. Hij beschikte ook over een grotere troepenmacht. Anderzijds ontbrak het hem aan politiek inzicht. Zelf zei hij dat hij een soldaat was die niet aan politiek deed. Bijzonder nadelig voor Giraud was dat het Franse verzet, intussen verenigd door Jean Moulin, in mei 1943 generaal de Gaulle als enige leider erkende.
Vooral door de bemiddeling van Jean Monnet, die door Roosevelt naar Giraud was gezonden als adviseur, kwam het tot een compromis tussen beide generaals, waardoor ze hun krachten konden bundelen. Op 3 juni 1943 werd in Algiers het Comité Français de Libération Nationale (CFLN, Frans Comité van Nationale Bevrijding), met Giraud en de Gaulle als co-voorzitters, opgericht als het hoogste Franse gezag. Girauds Leger van Afrika en de Vrije Franse Strijdkrachten werden samengevoegd in het Frans Bevrijdingsleger, met Giraud als opperbevelhebber.
Tussen beide generaals, die nu de macht deelden, bleef de naijver onverminderd voortdurend. De Gaulle, die snel een meerderheid in het CFLN achter zich kreeg, trok daarbij aan het langste eind. Aanhangers van de politiek onhandige Giraud werden weggezuiverd of liepen naar de Gaulle over. De Amerikanen, die Giraud altijd gesteund hadden, begrepen dat Giraud voor hen minder belangrijk was geworden.
Op 11 september 1943 zond Giraud op eigen initiatief troepen naar Corsica, waar het verzet een opstand was begonnen. Drie dagen later volgde een heuse landing op Corsica door het Franse Bevrijdingsleger. Die operatie was door Giraud al maanden eerder voorbereid, maar de Gaulle was er niet van op de hoogte, wat hem bijzonder ontstemde; Giraud kreeg ook het verwijt dat hij het communistisch verzet op Corsica bewapende, zodat de communisten op sommige plaatsen alleen de macht konden overnemen.
De Gaulle profiteerde hiervan om Giraud aan de kant te schuiven. Giraud stemde ermee in dat het CFLN nog maar één voorzitter zou hebben en dat de Gaulle het comité zelf zou hervormen. Op 9 november werd de Gaulle tot de enige voorzitter gekozen, terwijl Giraud en zijn laatste medestanders het comité verlieten.
Giraud bood daarop zijn ontslag aan als opperbevelhebber, maar op aandringen van enkele prominente Fransen trok hij dat weer in, om naar buiten de eenheid te bewaren. De verandering werd voorgesteld als een nieuwe taakverdeling waarbij de Gaulle voortaan de politieke en Giraud de militaire leider zou zijn. Maar tussen de twee bleven er onenigheden bestaan. Op 8 april 1944 schafte het CFLN de functie van opperbevelhebber af. Giraud kreeg als schaamlap een benoeming tot inspecteur-generaal van het leger, die hij afwees.
Giraud ging - officieel met pensioen - wonen in een villa nabij de Algerijnse stad Mostaganem. In augustus 1944 werd hij gewond toen een Marokkaanse soldaat die zijn villa bewaakte een schot op hem loste. De redenen voor die aanslag zijn niet duidelijk. Een maand later keerde hij naar het bevrijde Frankrijk terug. De Gaulle bood hem kort daarop de functie van grootkanselier van het Legioen van Eer aan, wat hij afwees.

## Na de oorlog
Op 2 juni 1946 werd Giraud als vertegenwoordiger van de centrumrechtse Parti Republicain de la Liberté voor het departement Moselle in de Tweede Grondwetgevende Vergadering van de Vierde Republiek. Hij kantte zich daar fel tegen elke verzwakking van het Frans koloniaal rijk. Toen deze vergadering in november van dat jaar ontbonden werd, zette Giraud al meteen een punt achter zijn politieke loopbaan. 
Generaal Giraud bleef tot eind 1948 lid van de Hogere Oorlogsraad. 
Tien dagen voor zijn overlijden - hij was al zwaar ziek - werd hem alsnog, als een soort eerherstel, de médaille militaire toegekend,  een onderscheiding die enkel uitzonderlijk aan een generaal wordt verleend. Giraud behoort tot de vijf Franse generaals die deze medaille ontvingen voor hun daden in de Tweede Wereldoorlog. 
Henri Giraud overleed op 17 maart 1949 in Dijon. Hij kreeg een staatsbegrafenis in aanwezigheid van president Vincent Auriol (maar met de Gaulle als grote afwezige) en werd bijgezet in de Invalides. 

## Werken
- Henri Giraud: Mes Évasions, 1946
- Henri Giraud: Un seul but la victoire, 1942-1944, 1949

## Onderscheidingen
- Legioen van Eer
  - Grootkruis[1]
  - Grootofficier[1]
- Médaille militaire[1]
- Croix de guerre 1914-1918 met 5 Palmen en 1 Ster[1]
- Oorlogskruis voor alle andere Gebieden (Croix de Guerre T.O.E)[1]
- Medaille der ontsnapten[1]
- Soldatenkruis
- Koloniale Medaille[1]
- Herinneringsmedaille aan de Oorlog 1914-1918
- Herinneringsmedaille aan de Oorlog 1939-1945 met gespen "FRANCE", "AFRIQUE", "LIBÉRATION"
- Insigne van de Verwonde Militairen
- Chief Commander in het Legioen van Verdienste[1]
- Grootkruis in de Kroonorde[1]
- Oorlogskruis 1940-1945 met Palm[1]
- Oorlogskruis 1914-1918[1]
- Grootkruis in de Orde van Sharifian Alawaidis[1]
- Sherifien Orde van Militaire Verdienste[1]
- Orde van de Witte Adelaar met Zwaarden[1]